# Orvosi Hetilap

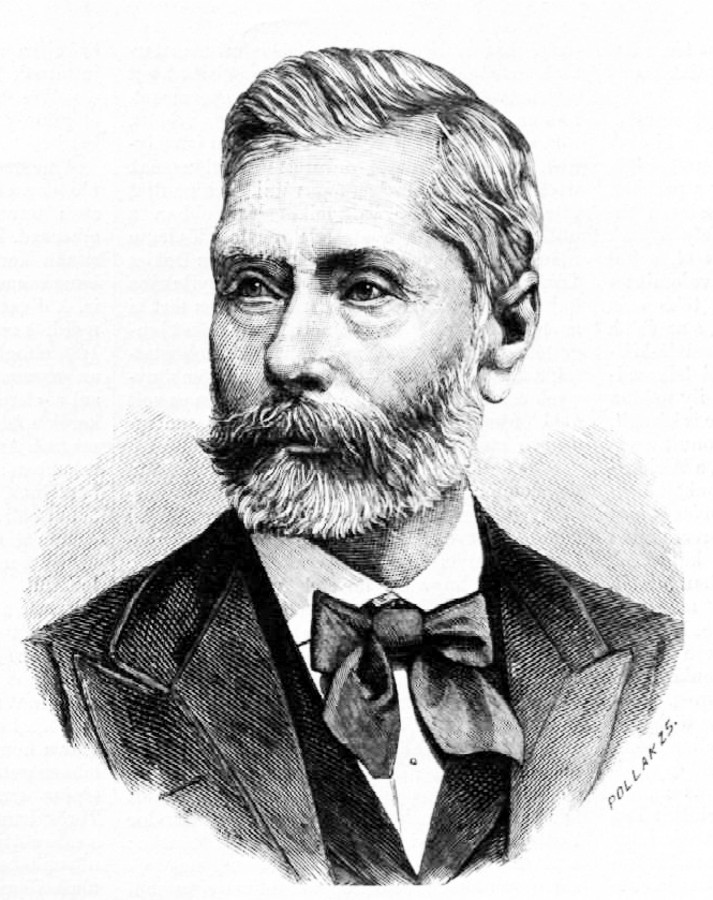
Markusovszky Lajos portréja. Pollák Zsigmond metszete

Az 1857-ben alapított Orvosi Hetilap hazánk egyik legkorábbi, máig kiadott orvosi szakfolyóirata.
Ma a Markusovszky Lajos Alapítvány tudományos folyóirata. Az Akadémiai Kiadó kiadványa. A folyóirat a Magyar Kulturális Örökség része. A lapban megjelenő írásokról információt ad az  Index Medicus, a Medline és az Excerpta Medica. Megjelenik hetente, évi 52 füzetben – papíron és online. Az Orvosi Hetilap alapította a Markusovszky-díjat.

## A szerkesztőség címe
Akadémiai Kiadó Zrt., Orvosi Hetilap szerkesztőség, 1117 Budapest, Prielle Kornélia u. 21–35.

## Profilja
A folyóirat a klinikai és kísérletes orvostudomány területéről származó eredeti munkákat és összefoglaló referátumokat közöl. Rovataiban megtaláljuk az epidemiológiával, diagnosztikával, terápiával és betegség megelőzéssel foglalkozó közleményeket, valamint a kísérletes orvostudomány eredeti közleményeit és orvostörténeti munkákat is.

## Története
- A lapot Markusovszky Lajos alapította 1857-ben,[1] melyhez az anyagi hátteret Szelényi Lajos biztosította. A Bugát Pál által elkezdett Orvosi Tár után ez volt a második orvosi folyóirat hazánkban. Az első időszakban főleg a pesti orvosi iskola tagjai voltak a munkatársai, és később is elsősorban az egyetemi és a kórházi orvosok közleményeit publikálta.
- Megjelenése 1945-től 1948-ig szünetelt. 1948-tól az Orvos-egészségügyi Szakszervezet adta ki.
- Jelenleg a Markusovszky Lajos Alapítvány[2] tudományos folyóirata, kiadója az Akadémiai Kiadó Zrt.

## Főszerkesztői
- Markusovszky Lajos (1857–1862)
- Balogh Kálmán (1862–1889)
- Hőgyes Endre (1889–1905)
- Lenhossék Mihály (1905–1922)
- Vámossy Zoltán[3] (1923–1944)
- Trencséni Tibor[1][3] (1948–1989)
- Fehér János (1989–2010)  (főszerkesztő-helyettes: Regöly-Mérei János)
- Rácz Károly (2010–2016)
- Papp Zoltán (2017–)

## Külső hivatkozások
- Orvosi Hetilap online
- Akadémiai Kiadó
- A 2000. évi ünnepségről